# Joshua H. Cole
Joshua H. Cole (ur. 1961) – amerykański historyk.
Ukończył studia historyczne licencjackie na Brown University w 1983 i magisterskie na University of California w Berkeley w 1986. W 1991 uzyskał tytuł doktora na University of California na podstawie pracy The Power of Large Numbers: Population and Politics in Nineteenth-Century France. W latach 1993–2004 wykładowca na University of Georgia, od 2004 na University of Michigan.
Publikował na łamach "History of the Human Sciences", "Journal of Family History", "Journal of European Studies", "Francophone Postcolonial Studies" i "French Politics".